# Talleres de Locomotoras de Nine Elms

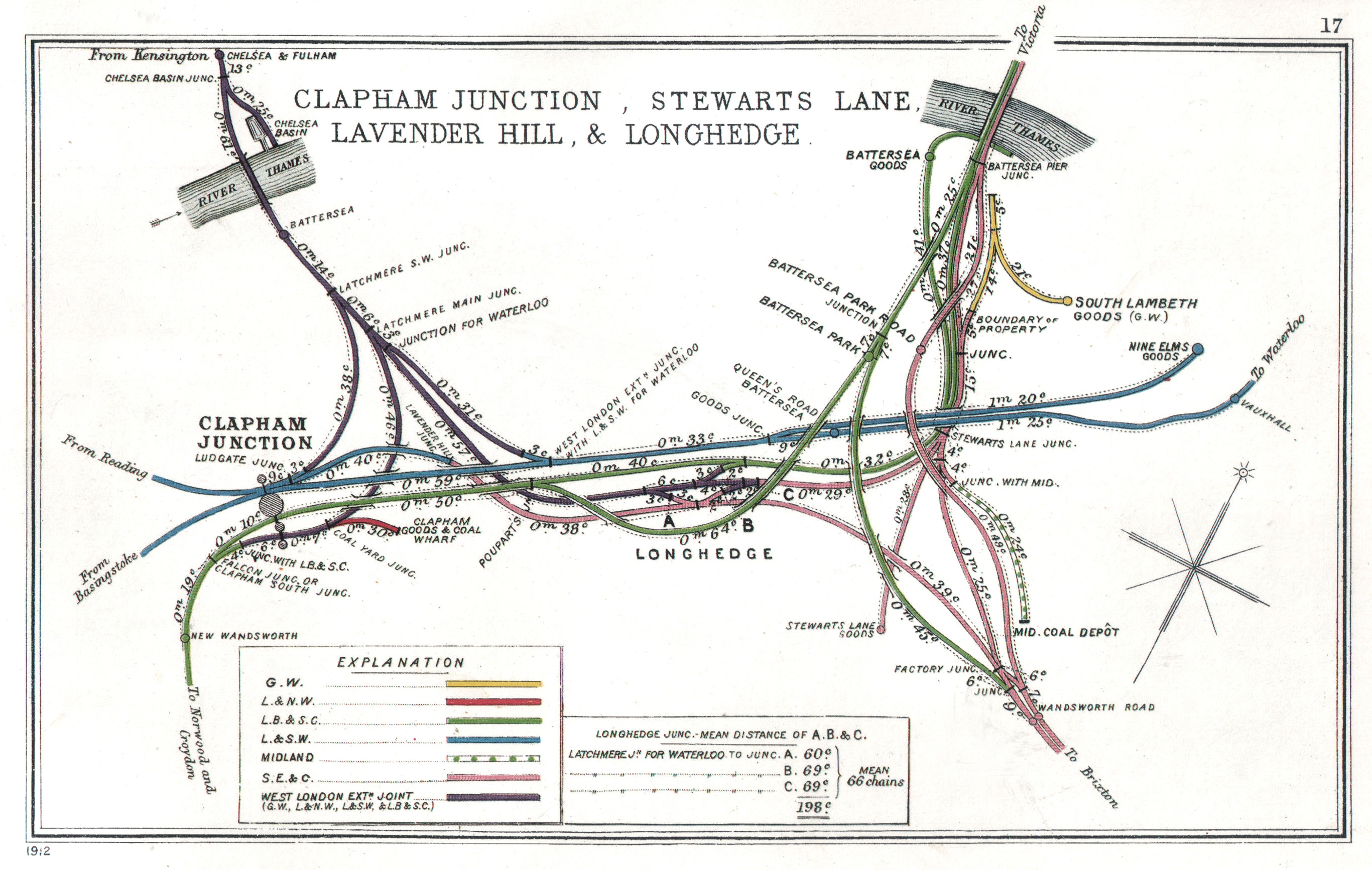
Mapa editado por la Railway Clearing House de 1912, con las líneas alrededor de los Talleres de Locomotoras de Nine Elms

Los Talleres de Locomotoras de Nine Elms (nombre original en inglés: Nine Elms Locomotive Works) fueron construidos en 1839 por el Ferrocarril de Londres y del Suroeste (LSWR) junto a su terminal de pasajeros situada cerca del extremo del lado Vauxhall de Nine Elms Lane, en el barrio de Nine Elms del distrito de Battersea en Londres. Fueron reconstruidos en 1841 y siguieron siendo los principales talleres de locomotoras, vagones y coches para el ferrocarril hasta su cierre por etapas entre 1891 y 1909. A partir de entonces se localizó en su lugar un gran depósito de locomotoras de vapor que permaneció abierto hasta 1967, sirviendo a la Estación de Waterloo.

## Talleres originales
Los talleres originales para la fabricación de locomotoras, coches y vagones fueron construidos por el Ferrocarril de Londres y del Suroeste (LSWR) junto a su antigua terminal de pasajeros, cerca del extremo del lado Vauxhall de Nine Elms Lane en 1839, pero sufrieron un incendio desastroso en marzo de 1841. Fueron reconstruidos y desde 1843 se utilizaron para construir más de cien locomotoras nuevas para la empresa, según los diseños de John Viret Gooch y de Joseph Hamilton Beattie.

## Segundos talleres
A los veinte años de inaugurarse, Beattie se dio cuenta de que el escaso espacio disponible sería inadecuado para las necesidades futuras de la empresa, por lo que la instalación se trasladó entre 1861 y 1865 a un sitio más grande situado al sur de la línea principal.
La segunda fábrica de Nine Elms fue responsable de la construcción de más de 700 locomotoras de vapor antes del cierre en 1909, según los diseños de Joseph Hamilton Beattie, su hijo William George Beattie, William Adams y Dugald Drummond. La empresa amplió los talleres en varias ocasiones y durante su apogeo en 1904, los talleres de locomotoras empleaban a 2.438 hombres, habiéndose construido 22 locomotoras y reparado otras 450 aquel año.
A mediados de la década de 1880, estaba claro que una mayor expansión en Nine Elms sería imposible. Por lo tanto, los talleres de coches y vagones se transfirieron a Eastleigh en Hampshire en 1891, lo que permitió la expansión temporal de las instalaciones de fabricación y mantenimiento de locomotoras y el depósito de energía motriz cercano. Finalmente, los talleres de locomotoras se transfirieron a Eastleigh entre 1908 y diciembre de 1909.

## Depósito de locomotoras

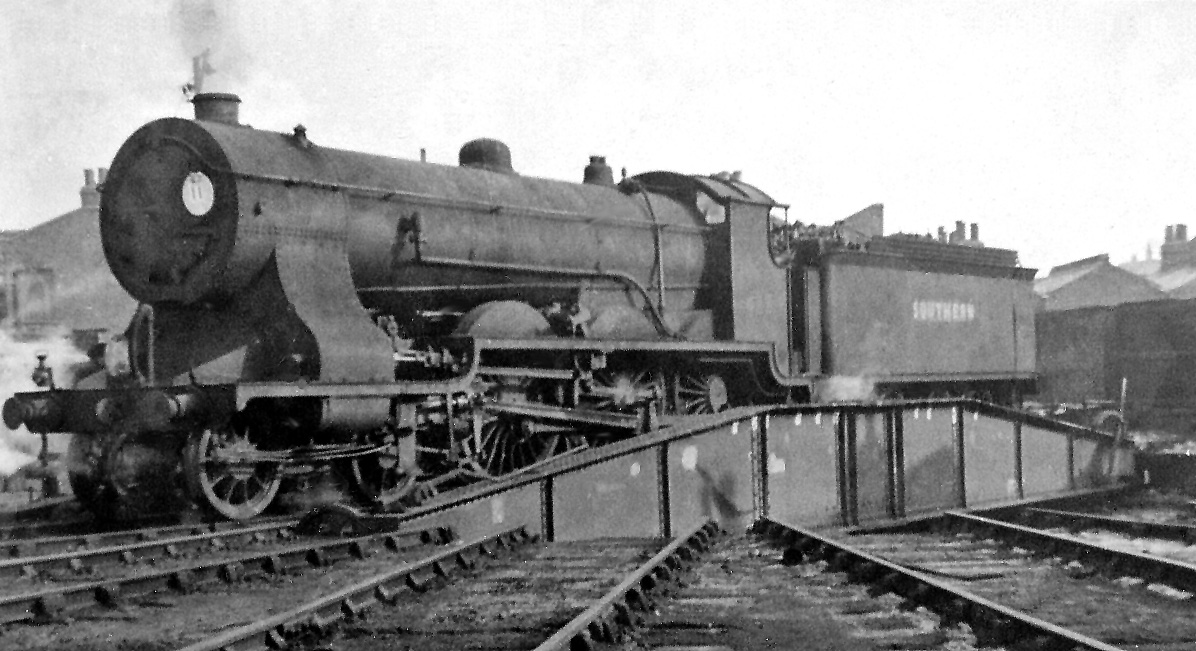
Ex-LSWR Clase T14 (configuración 4-6-0) en una mesa giratoria en el Depósito de Locomotoras Nº 1 de Nine Elms (1947)

La función principal del depósito de locomotoras contiguo era proporcionar y dar servicio a las máquinas que operaban en la cercana Estación de Waterloo. El Ferrocarril de Londres y Southampton abrió el depósito original en el lado norte de la línea principal el 21 de mayo de 1838. Fue cerrado y demolido en 1865. En 1849 se construyó un segundo cobertizo más grande en un sitio que luego ocupó el Depósito de Mercancías de Nine Elms, que también sería cerrado en 1865, año en el que se abrió el sustituto de los dos cobertizos, localizado al sur de la línea principal. Este último se demolió a su vez en 1876 para dar paso a la ampliación de la línea principal. Una semi-rotonda de ladrillo fue construida en 1876 y demolida en 1909.
En 1885 se abrió un gran cobertizo con quince vías de estacionamiento, que más tarde se conoció como el "Cobertizo viejo". Sufrió graves daños durante la Segunda Guerra Mundial y nunca se reparó por completo. A esto se unió un cobertizo de diez vías en 1910 que se conoció como el 'Nuevo Cobertizo'.
El depósito fue demolido en 1967, después del final de la desaparición de las máquinas de vapor en Waterloo el 10 de julio de ese año. El sitio ahora es parte del New Covent Garden Market.
El cobertizo de locomotoras aparece en el cortometraje London's Nine Elms Locomotive Shed in 1960.

## Lecturas relacionadas
- Bradley, D.L., (1965) Locomotives of the London and South Western Railway, Part 1. The Railway Correspondence and Travel Society
- Casserley, H.C. (1971) London & South Western Locomotives, Ian Allan.
- Larkin, E.J., Larkin, J.G., (1988) The Railway Workshops of Great Britain 1823-1986, Macmillan Press

- Datos: Q7038300
- Multimedia: Nine Elms engine shed / Q7038300